# Pentaria pallidus
Pentaria pallidus es una especie de coleóptero de la familia Scraptiidae.

## Distribución geográfica
Habita en Estados Unidos.